# Gamma-verdeling
In de kansrekening en statistiek is de gamma-verdeling een continue kansverdeling, met twee parameters. De exponentiële verdeling, de chi-kwadraatverdeling en de Erlang-verdeling zijn speciale gevallen van de gamma-verdeling.

## Definitie
De kansdichtheid van de gamma-verdeling met vormparameter {\displaystyle k} en schaalparameter {\displaystyle \theta }, ook genoteerd als {\displaystyle \gamma (k,\theta )}-verdeling, is:
{\displaystyle f(x;k,\theta )={\frac {1}{\theta ^{k}\,\Gamma (k)}}x^{k-1}e^{-x/\theta }\ \mathrm {als} \ x>0}
waarbij {\displaystyle \Gamma (k)} de gammafunctie is.

## Eigenschappen
- Als {\displaystyle X} een {\displaystyle \gamma (k,\theta )}-verdeling heeft, dan heeft {\displaystyle cX} een {\displaystyle \gamma (k,c\theta )}-verdeling, voor willekeurige {\displaystyle c>0}.
- Als {\displaystyle X_{1},\ldots ,X_{n}} onderling onafhankelijk en gelijkverdeeld zijn volgens de exponentiële verdeling met parameter {\displaystyle \lambda }, dan heeft {\displaystyle X_{1}+\ldots +X_{n}} een {\displaystyle \gamma (n,1/\lambda )}-verdeling.
- De {\displaystyle \gamma (1,\theta )}-verdeling is de exponentiële verdeling met parameter {\displaystyle \lambda =1/\theta }.
- Als {\displaystyle X} een {\displaystyle \gamma (k,\theta )}-verdeling heeft, dan heeft {\displaystyle 2X/\theta } een chi-kwadraatverdeling met {\displaystyle 2k} vrijheidsgraden. Daaruit blijkt dat de {\displaystyle \gamma (k,2)}-verdeling identiek is aan de chi-kwadraatverdeling met {\displaystyle 2k} vrijheidsgraden.
- De {\displaystyle \gamma (n,1/\lambda )}-verdeling is een Erlang-verdeling met parameters {\displaystyle \lambda >0} en {\displaystyle n\geq 1}. Hierin is {\displaystyle \lambda } een reëel en {\displaystyle n} een geheel getal.

## Toepassingen
De gamma-verdeling wordt vaak gebruikt wanneer er verschillende, onderling onafhankelijke, experimenten met een exponentiële verdeling in het spel zijn. Stel dat de wachttijd in minuten op de bus bij een halte een exponentiële verdeling met parameter {\displaystyle \lambda =10} volgt, dan heeft, onder bepaalde onafhankelijkheidsaannames, de wachttijd op de vijfde bus een {\displaystyle \gamma (5,{\tfrac {1}{10}})}-verdeling.